# Justizmord
Justizmord ist die Tötung eines Menschen unter Beteiligung der Justiz, die entweder aufgrund eines von dritter Seite herbeigeführten Justizirrtums oder in bewusster Abkehr von geltendem Recht (vgl. Rechtsbeugung) die Todesstrafe verhängt.

## Begriffsherkunft und -bedeutung
Bekannt wurde die Verwendung des Begriffs erstmals in einem Artikel des „Reichspostreuter“ vom 4. Januar 1783, der über die Hinrichtung der vermeintlichen Hexe Anna Göldi berichtete, nachgedruckt von August Ludwig von Schlözer in den „Staatsanzeigen“ im Februar 1783. In einer Fußnote definierte er den Justizmord als „Ermordung eines Unschuldigen, vorsätzlich, und so gar mit allem Pompe der heil. Justiz, verübt von Leuten, die gesetzt sind, daß sie verhüten sollen, daß ein Mord geschehe, oder falls er geschehen, doch gehörig gestraft werde.“ In Johann Samuel Erschs Enzyklopädie aus dem Jahre 1853 heißt es unter dem Stichwort „Justizmord“:

„Daß das Wort ‚Justizmord‘ erst etwa vor 70 Jahren aufgekommen ist, dafür liegt das Zeugniß eines der namhaftesten und einflußreichsten historischen und politischen Schriftsteller des vorigen Jahrhunderts vor, nämlich Schlözer's […]. Indem er nämlich [im 7. Hefte seiner berühmten Staatsanzeigen vom J. 1783. B. II. S. 273] über einen noch im J. 1782 im Canton Glarus stattgehabten wahrhaft empörenden Herenproceß unter der Überschrift: ‚Abermaliger Justizmord in der Schweiz 1782, aus dem Reichspostreuter 4. Jan. 1783‘ berichtet, macht er zu dieser Überschrift die Anmerkung, daß dieses Wort ein neues sei.“

Der Begriff Justizmord ist verwandt mit dem von Voltaire geprägten Begriff der „assassins juridiques“ – der juristischen Mörder. Er verwendete diesen Ausdruck in einem Brief an Friedrich II. vom April 1777.
Die Definition August Ludwig von Schlözers umfasst ersichtlich zunächst nur Fälle, in denen der Justizmord zugleich ein Akt der Rechtsbeugung ist, indem das gerichtliche Verfahren zu einem Instrument der Beseitigung des Unschuldigen pervertiert wird.
Im Sprachgebrauch wurden jedoch zunehmend auch Fälle eines Justizirrtums als „Justizmord“ bezeichnet. Eine Begründung der Erweiterung des Anwendungsbereichs des Begriffes gibt Hermann Mostar:

„Aber nicht nur Laien, auch Juristen haben den Begriff ‚Justizmord‘ beibehalten und ausgeweitet auf jede Bestrafung eines Unschuldigen – mit gutem Grund. Denn wo ein Verbrecher seinen Nächsten, nicht gerade aus niedrigen Beweggründen, heimtückisch und grausam an Leben, Leib und Gut schädigt, da mag er nur ein Totschläger, ein Körperverletzer, ein Räuber sein; wo aber diejenige Instanz, der die Gerechtigkeit anvertraut ist, einen Schuldlosen verurteilt, sei es auch unter dem Einfluss von Druck von oben, außen oder unten, aus Fahrlässigkeit oder Übereifer, aus Kadavergehorsam oder Buchstabentreue gegenüber dem Gesetz, da mordet sie: zuweilen sein Leben, zuweilen seinen Ruf, zuweilen sein und der Seinen Fortkommen und Glück – und immer sich selbst. Hier wird auch Irrtum Mord; und wenn denn ‚ein unschuldig Verurteilter die Angelegenheit aller anständigen Menschen ist‘ (La Bruyère), so ist er es um so mehr, wenn er von anständigen Menschen verurteilt wurde.“

## Bekannte Justizmorde
- Liste von Personen, die wegen Hexerei hingerichtet wurden
- Joseph Süß Oppenheimer (Württemberg, 1738)
- Fall Ewald Schlitt (Deutschland, 1942)
- August Lütgens, Walter Möller, Karl Wolff und Bruno Tesch, nach der Machtergreifung Hitlers als Rache für den Altonaer Blutsonntag
- Moskauer Schauprozesse 1936–1938